# Максаки (Черниговская область)
Максаки (укр. Максаки) — село в Корюковском районе Черниговской области Украины. Население 416 человек. Занимает площадь 1,27 км². Код КОАТУУ: 7423085904. Почтовый индекс: 15672. Телефонный код: +380 4644.
Поблизости на левом берегу реки Десны стоял Спасо-Преображенский монастырь, уничтоженный советскими властями в 1930-е гг. Соборный храм в стиле сарматского барокко был построен в 1640-е гг. на средства черниговского каштеляна Адама Киселя. В 1690-е гг. строится трапезная Введенская церковь.

## Власть
Орган местного самоуправления — Менская городская община. Почтовый адрес: 15600, Черниговская обл., Корюковский р-н, г. Мена, ул. Почтовая, 24.